# سليم أملاح
سليم أملاح (من مواليد 15 نوفمبر 1996) هو لاعب كرة قدم مغربي يلعب كوسط ميدان مع نادي فالنسيا في الدوري الإسباني والمنتخب المغربي.

## حياته
ولد سليم أملاح يوم 15 نوفمبر 1996 في مدينة أوتراج البلجيكية لأم إيطالية وأب مغربي تعود أصوله إلى مدينة الناظور شمال شرق المغرب. توفيت والدته أنطوانيت أمام عينيه نتيجة تمدد الأوعية الدموية، وكان يبلغ حينها الثالثة عشرة من عمره.

## الإنجازات

#### فردية
- لاعب الموسم في نادي موسكرون بيروفيلز: 2019
- جائزة أسد بلجيكا لأفضل لاعب شاب: 2018[3]
- جائزة أسد بلجيكا لأفضل لاعب: 2020[4]

## روابط خارجية
- سليم أملاح على موقع الاتحاد الأوربي (الإنجليزية)
- سليم أملاح على موقع قاعدة بيانات كرة القدم.إي يو (الإنجليزية)
- سليم أملاح على موقع ناشيونال فوتبول تيمز (الإنجليزية)
- سليم أملاح على موقع Soccerway.com (الإنجليزية)
- سليم أملاح على موقع عالم كرة القدم.نت (الإنجليزية)